# Thành phố vàng đã mất
Thành phố vàng đã mất (tên gốc tiếng Anh: The Lost City of Z) là một phim điện ảnh tiểu sử chính kịch phiêu lưu của Mỹ năm 2016 do James Gray biên kịch và đạo diễn dựa trên cuốn sách cùng tên của nhà văn David Grann. Nội dung phim xoay quanh những sự kiện có thật trong cuộc đời của nhà thám hiểm người Anh Percy Fawcett từ thời điểm ông được gửi đến Bolivia để khảo sát và xây dựng bản đồ và bắt đầu bị cuốn hút bởi tàn tích của thành phố cổ đại có biệt danh "Z" ẩn sâu trong rừng mưa Amazon, cho tới lúc biến mất cùng với con trai của mình trong một cuộc thám hiểm vào năm 1925. Phim có sự tham gia của Charlie Hunnam trong vai Percy Fawcett, cùng với Robert Pattinson vào vai người bạn đồng hành Henry Costin và Sienna Miller trong vai người vợ Nina Fawcett.
Thành phố vàng đã mất được công chiếu ra mắt vào tối ngày 15 tháng 10 năm 2016 tại sự kiện Liên hoan phim New York. Phim được khởi chiếu rộng rãi ở Mỹ vào ngày 14 tháng 4 năm 2017 bởi hãng Amazon Studios và Bleecker Street và tại Việt Nam vào ngày 19 tháng 5 năm 2017 bởi MVP Pictures. Phim nhận được nhiều lời khen ngợi từ giới phê bình điện ảnh, dù cho không đạt được nhiều thành công về mặt doanh thu khi chỉ đem về 17,1 triệu USD so với kinh phí 30 triệu USD đầu tư sản xuất.

## Nội dung
Tuy bị các nhà khoa học lúc bấy giờ chế nhạo vì cho rằng người dân bản địa tại đây là "những người hoang dã" nhưng Percy Fawcett vẫn quyết tâm tìm ra sự thật. Với sự động viên và hỗ trợ hết mình từ người vợ tận tụy và con trai cùng cộng sự của mình, Percy bắt đầu cuộc hành trình và mất tích vào năm 1925.

## Diễn viên
- Charlie Hunnam vai Percy Fawcett
- Robert Pattinson vai Henry Costin
- Sienna Miller vai Nina Fawcett
- Tom Holland vai Jack Fawcett
  - Bobby Smalldridge vai Jack Fawcett 7 tuổi
  - Tom Mulheron vai Jack Fawcett bé
- Angus Macfadyen vai James Murray
- Edward Ashley vai Arthur Manley
- Ian McDiarmid vai Ngài George Goldie
- Franco Nero vai Baron de Gondoriz
- Harry Melling vai William Barclay
- John Sackville vai Simon Beauclerk
- Adam Bellamy vai Cecil Gosling
- Daniel Huttlestone vai Brian Fawcett

## Sản xuất

### Phát triển
Ban đầu, James Gray được hai hãng phim Paramount Pictures và Plan B Entertainment thuê để viết kịch bản và đạo diễn cho bộ phim chuyển thể từ cuốn sách The Lost City of Z của nhà văn David Grann vào tháng 2 năm 2009, tuy nhiên bộ phim vẫn bị kẹt ở khâu phát triển suốt sáu năm sau đó. So sánh với những phim điện ảnh mà mình từng thực hiện, Gray ban đầu vốn không thể hiểu nổi tại sao hãng Plan B lại gửi cho anh cuốn sách. Anh giải thích, "Khi cuốn sách được gửi đến cho tôi vào mùa thu năm 2008, nó vẫn chưa được xuất bản. Tôi không biết nó là cái gì và thậm chí còn chưa từng nghe qua về câu chuyện ấy. Câu chuyện diễn ra ở bên ngoài New York, trong một thời kỳ lịch sử của Vương quốc Anh và ở trong rừng. Vậy nên tôi không hiểu tại sao những người ở Plan B lại quyết định gửi cho tôi cuốn sách này, bởi vì trong những tác phẩm trước đây của tôi không có gì khiến người ta thấy rằng tôi có thể làm được một thứ như thế này."
Trong một bài phỏng vấn vào năm 2015 với trang IndieWire, Gray thừa nhận rằng anh đã phát triển kịch bản phim một thời gian dài trước khi tiến tới giai đoạn sản xuất. Anh giải thích rằng "khâu sản xuất rất phức tạp và câu chuyện này thật tuyệt vời, nhưng cũng không kém phần rắc rối. Và bạn muốn mọi thứ trở nên đúng đắn. Đây là một công việc rất, rất đáng sợ khi mà ta phải đi vào rừng và phải làm mọi thứ. Nhưng cùng lúc, việc này cũng thật lớn lao. Đấy chính là lí do khiến bạn đi làm phim."

### Tuyển diễn viên
Dự án đã trải qua nhiều đợt thay đổi diễn viên cho vai chính. Ban đầu, Brad Pitt được ấn định vào vai Đại tá Percy Fawcett, đồng thời đảm nhiệm công tác sản xuất cho bộ phim thông qua hãng sản xuất Plan B Entertainment của anh. Vào tháng 11 năm 2010, Pitt rời bỏ vai chính do xung đột lịch làm việc, nhưng vẫn giữ nguyên vai trò là nhà sản xuất của phim.
Ngày 4 tháng 9 năm 2013, Benedict Cumberbatch xác nhận sẽ đảm nhiệm vai diễn cho Fawcett, cùng với Robert Pattinson với vai người cộng sự Henry Costin. Tháng 2 năm 2015, Cumberbatch tuyên bố rời khỏi dự án do lịch làm việc mâu thuẫn, và vai chính được thay thế cho Charlie Hunnam, đồng thời Sienna Miller cũng tham gia dàn diễn viên với vai Nina Fawcett.

### Quay phim
Quá trình quay phim chính được bắt đầu vào ngày 19 tháng 8 năm 2015 tại Belfast, Bắc Ireland và diễn ra trong vòng năm tuần cho tới cuối tháng 9 năm 2015. Sau đó, công tác quay phim được chuyển tới Santa Marta, Colombia, Nam Mỹ và tiếp tục cho tới tháng 10 năm 2015.
Vào ngày 28 tháng 8 năm 2015, đoàn làm phim thực hiện quay phim tại Làng Greyabbey và Hồ Strangford ở Bắc Ireland. Hunnam và Miller thực hiện một số cảnh quay tại Ballintoy County Antrim vào ngày 31 tháng 8 năm 2015. Một vài cảnh quay được thực hiện tại Craigavon, Đông Belfast vào ngày 2 tháng 9 năm 2015. Hunnam, Pattinson, Miller và Macfadyen thực hiện quay một số cảnh tại Trường Cao đẳng Giám Lý Belfast vào ngày 3 tháng 9 năm 2015. Vào ngày 7 tháng 9 năm 2015, phim được quay tại Tòa thị chính Belfast và trên sân của Viện Hàn lâm Hoàng gia Belfast. Một số cảnh quay cũng được thực hiện tại Lâu đài Bangor vào ngày 13 tháng 9 năm 2015.

## Âm nhạc
Christopher Spelman là người chịu trách nhiệm cho phần nhạc nền của Thành phố vàng đã mất. Anh trước đây cũng đã từng biên soạn phần nhạc cho bộ phim The Immigrant năm 2013 của James Gray cũng như đảm nhiệm vai trò biên khúc âm nhạc cho một vài tác phẩm trước đó của Gray như The Yards (2000), We Own the Night (2007) và Two Lovers (2008). George Drakoulias và Randall Poster là hai nhà giám sát âm nhạc cho album nhạc phim.

Bản nhạc "Tangled Earth" của công ty audiomachine được sử dụng trong đoạn trailer của phim. Album nhạc phim được phát hành trên các kênh nhạc số vào ngày 24 tháng 3 năm 2017.
| STT              | Nhan đề                     | Thời lượng |
| ---------------- | --------------------------- | ---------- |
| 1.               | "The Lost City of Z"        | 0:59       |
| 2.               | "The Hunt"                  | 2:35       |
| 3.               | "The First Goodbye"         | 2:33       |
| 4.               | "Onto the River"            | 2:29       |
| 5.               | "The Letter"                | 2:05       |
| 6.               | "City of Gold"              | 7:39       |
| 7.               | "Source of the Verde River" | 5:40       |
| 8.               | "The Grenedier's Welcome"   | 1:34       |
| 9.               | "The Argument"              | 2:25       |
| 10.              | "The Attack"                | 2:20       |
| 11.              | "Crossing the River"        | 3:16       |
| 12.              | "Delusions"                 | 2:51       |
| 13.              | "Homecoming"                | 1:48       |
| 14.              | "Confrontation"             | 3:47       |
| 15.              | "In the Hospital"           | 3:33       |
| 16.              | "The Chase"                 | 1:40       |
| 17.              | "The Final Journey"         | 7:50       |
| Tổng thời lượng: | Tổng thời lượng:            | 55:04      |

## Phát hành
Thành phố vàng đã mất được công chiếu ra mắt vào tối ngày 15 tháng 10 năm 2016 tại Liên hoan phim New York lần thứ 54. Trước đó, hãng sản xuất StudioCanal đã giành được quyền phân phối bộ phim tại các thị trường quốc tế, trong khi đó Amazon Studios giữ bản quyền phân phối phim tại Mỹ. Hãng Bleecker Street cũng hợp tác với Amazon trong việc phát hành phim tại các rạp chiếu. Vào tháng 2 năm 2017, Thành phố vàng đã mất được giới thiệu tại Liên hoan phim quốc tế Berlin lần thứ 67 ở hạng mục Berlinale Special. Phim cũng được công chiếu trong Liên hoan phim quốc tế Boston vào tối ngày 13 tháng 4 năm 2017.
Thành phố vàng đã mất được công chiếu tại Mỹ vào ngày 14 tháng 4 năm 2017. Phim được khởi chiếu tại Pháp vào ngày 15 tháng 3 năm 2017, tại Vương quốc Anh vào ngày 24 tháng 3 năm 2017, và tại Việt Nam vào ngày 19 tháng 5 năm 2017. Phim được công chiếu vào ngày 2 tháng 6 năm 2017 tại Trung Quốc đại lục, tuy nhiên, bản công chiếu tại thị trường này đã bị cắt đi tổng cộng 37 phút và chỉ còn 104 phút thời lượng. Hiện tại vẫn chưa rõ hành động này là do quyết định thương mại hay chỉ là một kết quả kiểm duyệt thông thường của Cục Báo chí, Xuất bản, Phát thanh, Điện ảnh và Truyền hình Trung Quốc.

## Tiếp nhận

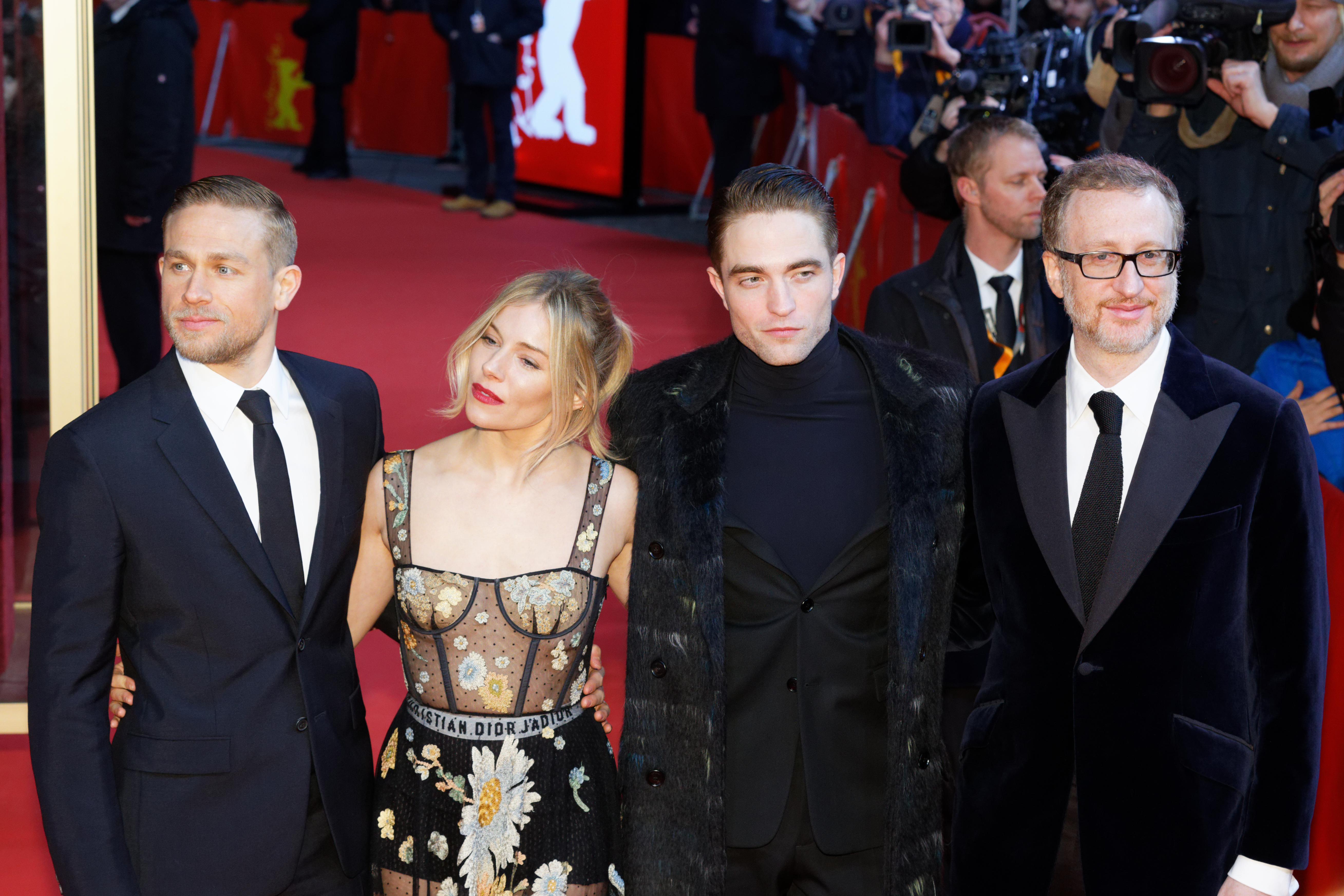
Từ trái sang phải: Hunnam, Miller, Pattinson và Gray tại buổi ra mắt phim tại Liên hoan phim quốc tế Berlin lần thứ 67.

### Doanh thu phòng vé
Thành phố vàng đã mất được công chiếu đầu tiên tại thị trường Pháp vào ngày 15 tháng 3 năm 2017 và thu về 770.719 USD trong dịp cuối tuần ra mắt. Phim được công chiếu sau đó tại Vương quốc Anh và Ireland vào ngày 24 tháng 3, thu về 270.139 GBP từ 282 rạp chiếu, ra mắt tại vị trí thứ 7 trên bảng xếp hạng doanh thu phòng vé.

### Đánh giá chuyên môn
Trên trang web tổng hợp kết quả đánh giá Rotten Tomatoes, phim nhận được 87% lượng đồng thuận dựa theo 177 bài đánh giá, với điểm trung bình là 7,4/10. Các chuyên gia của trang web nhất trí rằng, "Nhịp độ trịnh trọng và oai vệ của Thành phố vàng đã mất đã đưa ta trở lại với những thiên hùng ca cổ điển về thám hiểm, và Charlie Hunnam đã thể hiện một cách siêu việt những tâm lý phức tạp của nhân vật chính." Trên trang Metacritic, bộ phim đạt số điểm 78 trên 100, dựa trên 44 nhận xét, chủ yếu là những lời khen ngợi.
Cây viết Todd McCarthy từ trang The Hollywood Reporter mô tả Thành phố vàng đã mất là "một phim điện ảnh cổ điển đương đại hiếm gặp." Dan Callahan trong bài đánh giá cho TheWrap đã viết "Có cảm giác Thành phố vàng đã mất là một sự thăng tiến nghệ thuật rõ ràng cho Gray, người đã luôn cố gắng chứng minh bản thân là một nhà làm phim phi thường và khác biệt nhất." Owen Gleiberman, viết cho tạp chí Variety, gọi Thành phố vàng đã mất là "một bộ phim được tạo ra theo cách phi thường, được quay một cách cẩn thận, và chân thực một cách sắc nét". Nhà phê bình Joshua Rothkopf trong bài đánh giá cho Time Out đã viết "cách kể chuyện theo thứ tự, phong cách truyền thống cùng chủ đề ám ảnh là những thứ ta dễ dàng nhận thấy ở những phim trong giai đoạn từ thập niên 1930 cho tới thập niên 1970." Mark Kermode trên chương chình Kermode and Mayo's Film Review đã nhấn mạnh một số thiếu sót của phim, ví dụ như cách kể chuyện kém hiệu quả và diễn xuất kém lôi cuốn của Hunnam, "đây là một bộ phim gây ám ảnh nhiều hơn là tôi nghĩ." Khánh Hưng từ trang Zing.vn cũng cho rằng, "Bộ phim liệt kê nhiều sự kiện xảy ra trong suốt cuộc đời nhân vật chính, nhưng không nhấn mạnh vào cột mốc cụ thể nào. Điều đó khiến tác phẩm thiếu đi điểm nhấn".